# Samuel Walker (Geistlicher)
Samuel Walker (* 16. Dezember 1714 in Exeter; † 19. Juli 1761 in Blackheath) war ein britischer Geistlicher der Church of England.

## Leben
Walker schloss 1736 sein Studium in Oxford erfolgreich ab und wurde 1737 in der Church of England ordiniert. 1746 trat er eine Stelle als Hilfspriester in Truro an, wo er die Hälfte seiner Amtszeit arbeitete. 1749 erlebte Walker eine evangelikale Bekehrung und predigte fortan mit größerer Dringlichkeit. So prangerte er die Leichtsinnigkeit und die mangelnde Beachtung des Sonntages an, was dazu führte, dass seine Predigten auf breites Interesse in der Bevölkerung stießen. 1754 gründete Walker verschiedene Kleingruppen nach dem Vorbild pietistischer Gruppenstunden und methodistischer Sonntagsschulen, um sich zu Bibelgesprächen und zum Beten zu treffen. Walker pflegte eine Bekanntschaft mit den Brüdern Charles und John Wesley. Er bedrängte als loyaler Anglikaner vor allem John Wesley, sich nicht von der Church of England abzuspalten, und äußerte auch seine Bedenken hinsichtlich der Wanderprediger, die Wesley befürwortete. Walkers geistliches Amt war gekennzeichnet durch seine Gottesdienste.

## Schriften
- The Christian. 1755 (Ausgabe von 1825, archive.org).
- Fifty-two Sermons. 1763 (Zweibändige Ausgabe von 1810, archive.org, archive.org).